# Henry Palmé
Henry Artur Palmé (Flädie, 4 settembre 1907 – Söderort, 2 giugno 1987) è stato un maratoneta svedese, medaglia di bronzo nella maratona agli europei del 1938.

## Biografia
Atleta specializzato nel fondo, e in particolare nella maratona. Vinse la medaglia di bronzo nella maratona a Parigi agli europei del 1938, giungendo all'arrivo dopo il finlandese Väinö Muinonen e il britannico Squire Yarrow.
Ai Giochi olimpici del 1936 concluse la gara al tredicesimo posto.
Fu campione nazionale di maratona per nove anni consecutivi, dal 1934 al 1942, e nel 1944. Nel 1933 si piazzò al secondo posto dietro Thore Enochsson.
Nel 1938 e 1939 vinse la maratona Sporting Life di Londra.
Inoltre partecipò a delle competizioni di corsa campestre sulla distanza di 8 chilometri, vincendone due (1934 e 1941).

## Progressione

### Maratona
Henry Palmé è stato presente per 2 stagioni nella top 25 mondiale della maratona.
| Stagione | Tempo    | Luogo    | Data      | Rank. Mond. |
| -------- | -------- | -------- | --------- | ----------- |
| 1939     | 2h36'56" | Londra   | 17-6-1939 | 23º         |
| 1938     | 2h42'00" | Chiswick | 18-6-1938 | 38º         |
| 1936     | 2h46'08" | Berlino  | 4-9-1936  | 84º         |
| 1935     | 2h38'13" | Parigi   | 29-9-1935 | 16º         |

## Palmarès
| Anno | Manifestazione  | Sede    | Evento   | Risultato | Prestazione | Note |
| ---- | --------------- | ------- | -------- | --------- | ----------- | ---- |
| 1936 | Giochi olimpici | Berlino | Maratona | 13º       | 2h46'08"    |      |
| 1938 | Europei         | Parigi  | Maratona | Bronzo    | 2h42'13"    |      |

## Campionati nazionali
- 10 volte campione svedese di maratona (1934, 1935, 1936, 1937, 1938, 1939, 1940, 1941, 1942, 1944)

1933
- Argento ai Campionati svedesi di maratona - 2h25'43"

1934
- Oro ai Campionati svedesi di maratona - 2h34'32"

1935
- Oro ai Campionati svedesi di maratona - 2h29'50"

1936
- Oro ai Campionati svedesi di maratona - 2h33'09"

1937
- Oro ai Campionati svedesi di maratona - 2h30'38"

1938
- Oro ai Campionati svedesi di maratona - 2h32'31"

1939
- Oro ai Campionati svedesi di maratona - 2h33'14"

1940
- Oro ai Campionati svedesi di maratona - 2h31'10"

1941
- Oro ai Campionati svedesi di maratona - 2h32'30"

1942
- Oro ai Campionati svedesi di maratona - 2h25'36"

1944
- Oro ai Campionati svedesi di maratona - 2h27'38"